# 巴勃罗·伊格莱西亚斯·图里翁
巴勃羅·伊格萊西亞斯·圖里翁（西班牙語：Pablo Iglesias Turrión，西班牙語發音：[ˈpaβlo iˈɣlesjas tuˈrjon]；1978年10月17日—）是西班牙左翼政治人物，曾任“我们能”党總書記、歐洲議會議員和西班牙第二副首相。

## 生平
伊格莱西亚斯出生於馬德里，在那裡他以马德里康普顿斯大学學習榮譽。其後獲得高等深入研究文凭（2005年）和哲學博士學位（2008年）。
他是西班牙左翼民粹主義政黨我们能的创始人。該黨起源於名为“愤怒者运动”的反紧缩政治运动。
2015年10月27日，他辭去了歐洲議會議員职务，以專心準備2015年西班牙大选的競選活动。

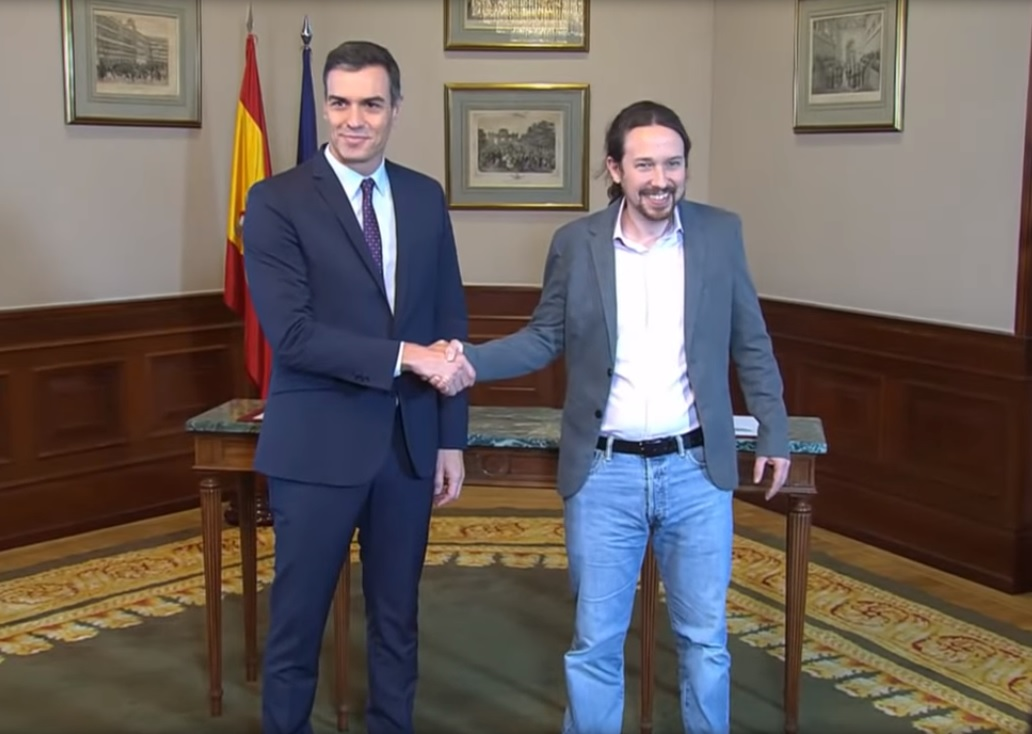
桑傑士與伊格萊西亞斯於2019年11月12日宣布合組「進步」政府的初步協議

2019年11月12日，也就是11月大选结果出炉后，伊格莱西亚斯与西班牙工人社会党总书记桑切斯宣布达成组建联合政府的初步协议。2020年1月7日，桑切斯成功当选首相。1月13日，伊格莱西亚斯作为内阁第二副首相兼社会权利与2030议程事务大臣，正式在萨苏埃拉宫宣誓就职。
2021年3月，他為了參加馬德里自治區提前舉行的選舉，宣布離開中央政府內閣。但最終我們能的選舉表現未如理想，故他辭去所有政治職務。

## 外部連結
- 个人网站 （页面存档备份，存于）
- 2014年12月演讲 （页面存档备份，存于）

| 政党职务 | 政党职务              | 政党职务 |
| -------- | --------------------- | -------- |
| 新頭銜   | 我们能總書記 2014年－ | 現任     |